# Асамоа Ђан
Асамоа Ђан (енгл. Asamoah Gyan; Акра, 22. новембар 1985) бивши је гански фудбалер који је играо на позицији нападача. Бивши је капитен репрезентацију Гане.

## Каријера
Каријеру је почео у Либерти профешоналсу, клубу из Акре, главног града Гане. 2003. потписује уговор са италијанским Удинезеом, али га Удинезе 2004. шаље на позајмицу у Модену у Серију Б, где је провео две године. Поново се вратио у Удинезе почетком 2006., али 17. јануара 2007. Удинезе је најавило да ће продати Ђана у јануарском прелазном року. Након одличних игара у дресу Гане на Светском првенству 2006 привукао је пажњу неких клубова из Русије. Ђан је тада био веома близу потписивања уговора са Локомотивом Москва вредног 10,5 милиона долара, али због неуспелог покушаја Удинезеа да доведе замену за њега он је ипак остао у клубу.
Ђан је у сезони 2006/07. постигао десет голова за Удинезе, чиме је помогао клубу да те сезоне заврши на десетом месту у Серији А. 10. августа 2007. заједно са Фабијом Кваљарелом је потписао нови петогодишњи уговор са Удинезеом, којим би остао у клубу до 30. јуна 2012. и којим је клуб желео да га награди за добру форму у припремном периоду пред сезону 2007/08. Током сезоне 2007/08. он се повредио и није одиграо више ниједну утакмице за Удинезе од 1. јануара 2008. Те сезоне је играо у 13 мечева Серије А и постигао 4 гола. 11. јула 2008. потписује четворогодишњи уговор са француским прволигашем Реном вредан 8 милиона евра.

## Репрезентација
За сениорску репрезентацију Гане је дебитовао 19. новембра 2003. у мечу са Сомалијом, када је такође постигао и свој први гол у дресу репрезентације. Ђан је постигао најбржи гол на Светском првенству 2006., гол у 68 секунди меча са Чешком Републиком играном 17. јуна 2006. на стадиону Рајненергија, што је такође био први гол Гане у историји на Светским првенствима. На Афричком купу нација 2010. Ђан је био један од најзаслужнијих играча што је Гана стигла до финала, постигавши 3 од укупно 4 гола Гане на турниру. На Светском првенству 2010. Ђан је у прве две утакмице групе Д оба пута постигао гол из пенала, први у 85. минуту меча против Србије, што се показало као одлучујући погодак пошто је Гана тим голом победила са 1:0. А други је постигао у 26-ом минуту меча против Аустралије, чиме је изједначио резултат на 1:1, што је на крају и остао резултат овог меча.